# Alizai
Alizai (en urdu:علی زئی) es una localidad de Pakistán, en el territorio de áreas tribales bajo administración federal.

## Demografía
Según estimación 2010 contaba con 2970 habitantes.